# Eugenia poiteaui
Eugenia poiteaui är en myrtenväxtart som beskrevs av Otto Karl Berg. Eugenia poiteaui ingår i släktet Eugenia och familjen myrtenväxter.
Artens utbredningsområde är Franska Guyana. Inga underarter finns listade i Catalogue of Life.